# Andrei Dumitraș
Andrei Ioan Dumitraș (* 23. Januar 1988 in Pomârla) ist ein rumänischer ehemaliger Fußballspieler.

## Karriere
Die Karriere von Dumitraș begann im Jahr 2005 bei Laminorul Roman in der Divizia B. Er kam zu seinen ersten Einsätzen und musste mit seinem Klub am Ende der Saison 2005/06 absteigen. Er blieb dem Verein auch in der Liga III treu. Dort spielte er einige Jahre, ehe ihn der abstiegsbedrohte Erstligist Ceahlăul Piatra Neamț Anfang 2010 unter Vertrag nahm. Er stieg mit seiner Mannschaft am Saisonende ab. Dumitraș blieb auch in der Liga II in Piatra Neamț und schaffte den Wiederaufstieg 2011. In der Spielzeit 2011/12 wurde er zum Leistungsträger und sicherte sich den Klassenverbleib. Anschließend verpflichtete ihn Rekordmeister Steaua Bukarest. Dort konnte er sich nicht durchsetzen und kehrte bereits Anfang 2013 zu Ceahlăul zurück. Als der Verein Anfang 2015 auf dem letzten Tabellenplatz stand, verließ er den Verein und wechselte zu CS Universitatea Craiova. Dort spielte er bis Sommer 2017, als er sich dem amtierenden Meister FC Viitorul Constanța anschloss. Nach nur einem Einsatz wechselte er Ende August zu Ligakonkurrent FC Botoșani.

## Erfolge
- Aufstieg in die Liga 1: 2011